# Lobobunaea karschi
Lobobunaea karschi är en fjärilsart som beskrevs av Arthur Schüssler 1933. Lobobunaea karschi ingår i släktet Lobobunaea och familjen påfågelsspinnare. Inga underarter finns listade i Catalogue of Life.